# Peter Hallström (fotbollsspelare)
Bengt Peter Hallström, född 29 juli 1971 i Stockholm, är en svensk tidigare fotbollsspelare och sedermera polis. Han spelade för AIK och Djurgårdens IF under 1990-talet. Svensk mästare med AIK 1992.
Peter Hallström gjorde som 18-åring allsvensk debut och var under ett och ett halvt år ordinarie yttermittfältare i AIK. Vid 21 års ålder vann han SM-guld med AIK. Han lämnade dock en framgångsrik fotbollskarriär och arbetar som polis. Han är gift och har två barn, födda 1993 och 1995.